# Schokoladenmuseum Köln

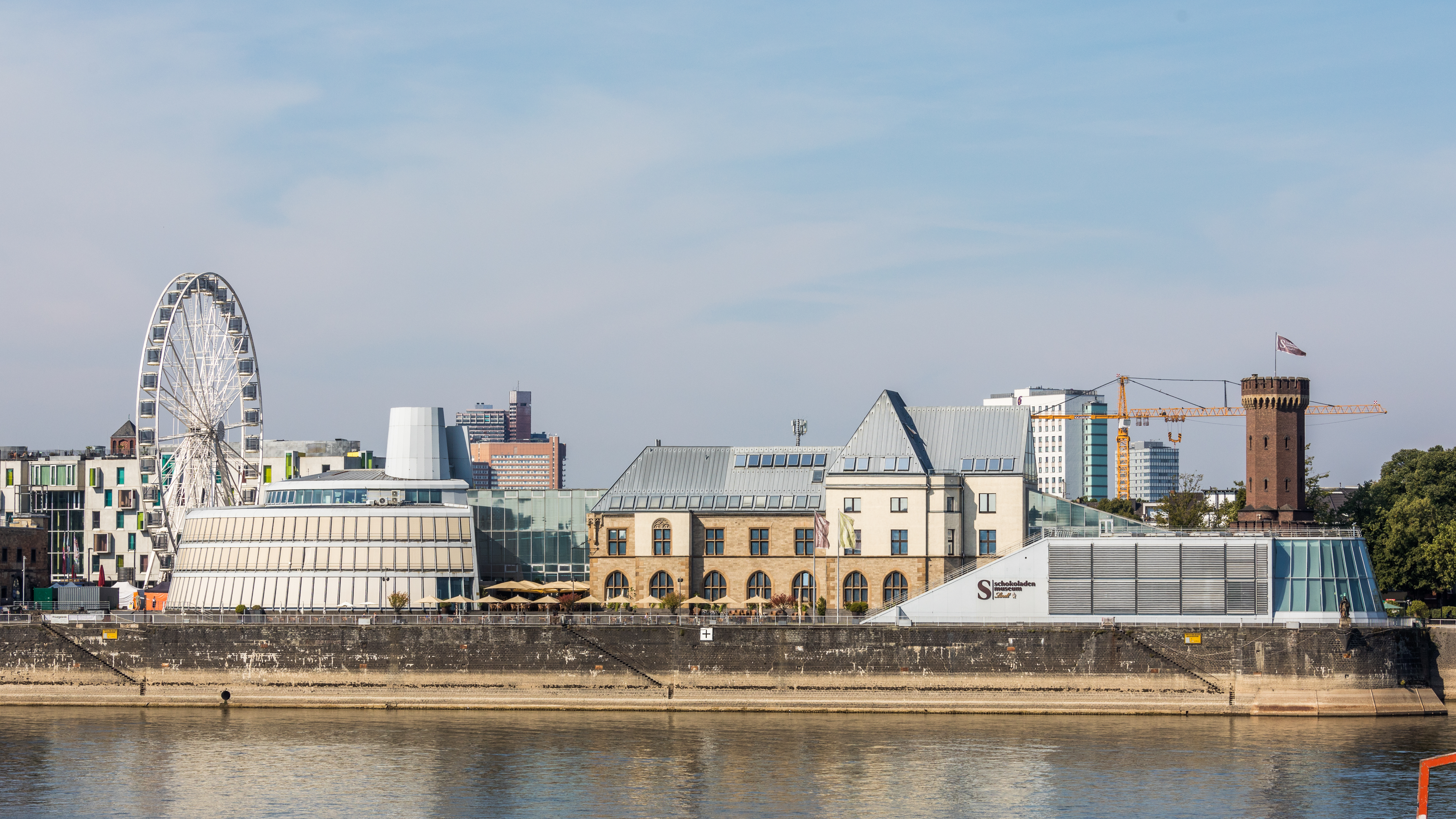
Gesamtansicht des Museumskomplexes vom Rhein aus gesehen (2022)

Logo des Schokoladenmuseum Köln seit 2017

Das Schokoladenmuseum Köln ist ein kulturgeschichtliches Spezialmuseum ím Kölner Stadtteil Altstadt-Süd. Das auf einer Halbinsel im Rheinauhafen gelegene Ausstellungsgebäude beherbergt die weltweit umfangreichsten Darstellungen der Geschichte und Gegenwart von Kakao und Schokolade. In der Dauerausstellung wird anhand einer gläsernen Schokoladenfabrik die moderne Schokoladenherstellung gezeigt.

## Geschichte
Der Gründer des Museums war der Kölner Schokoladenfabrikant Hans Imhoff. Die ihm mehrheitlich seit Januar 1972 gehörende Stollwerck AG war einer der weltweit führenden Schokoladenhersteller. Sie besaß einen umfangreichen Fundus an Exponaten, die dem Firmeninhaber beim Umzug im Dezember 1975 in den neuen Standort Porz-Westhoven auffielen. 
Er kam auf die Idee, ein Schokoladenmuseum zu errichten, wo diese Exponate besser aufgehoben seien. Beim Umzug der Firma Stollwerck nach Westhoven sorgte er zudem dafür, dass ein umfassender Bestand an Geschäftsschriftgut und Fotos, der die Geschichte des Unternehmens und der Unternehmerfamilie Stollwerck dokumentiert, sowie zahlreiche Exponate erhalten blieben.
Mit seiner Idee des Museums stieß er zunächst auf Skepsis. Er ließ sich aber auf ein Experiment ein, in dem er zum 150. Geschäftsjubiläum der Firma Stollwerck vom 8. Juli bis 20. August 1989 eine Ausstellung im Kölner Gürzenich ausrichtete und einen Schokoladenbrunnen präsentierte. Zu der Ausstellung kamen dann innerhalb von sechs Wochen mehr als fünfmal so viele Besucher wie er zur Bedingung gemacht hatte. Das Museum wurde unabhängig von den Produktionsstätten als erstes Gebäude im neuen Stadtquartier Rheinauhafen durch den Architekten Fritz Eller gebaut.
Hans Imhoff plante die Einrichtung dieses Schokoladenmuseums ab Oktober 1991. Dem Kaufvertrag vom 23. Januar 1992 zufolge erwarb er von der Eigentümerin des Areals, der Häfen und Güterverkehr Köln, die Halle 10, das Preußische Zollamt (1898), den Malakoffturm und die Drehbrücke. Es besteht zudem aus einem bis Oktober 1993 fertiggestellten Neubau, dessen Form postmoderne Schiffsmotive symbolisiert. Die Eröffnung des Schokoladenmuseums fand am 31. Oktober 1993 statt. Die Baukosten des heute noch in seiner Art einzigen Museums betrugen 53 Millionen DM.
Hans Imhoff verkaufte 2002 Stollwerck an die Barry Callebaut AG. 2006 beendete das Management von Barry Callebaut die Zusammenarbeit mit dem Schokoladenmuseum, und Lindt & Sprüngli wurde dessen neuer Partner. Der Name des Museums wurde daraufhin von Imhoff-Stollwerck-Schokoladenmuseum in Imhoff-Schokoladenmuseum geändert. Seit 2017 heißt es Schokoladenmuseum Köln.
Nach dem Tod des Gründers im Jahr 2007 übernahm zunächst seine Frau Gerburg Klara Imhoff die Geschäftsführung des Museums. Seit 2016 führen die gemeinsame Tochter Annette Imhoff und ihr Ehemann Dr. Christian Unterberg-Imhoff das Unternehmen. Die Schwester Susanne Imhoff ist Vorsitzende der gemeinnützigen Imhoff-Stiftung, die sich besonders für die Bürger der Stadt Köln engagiert. Das Museum wird von der Schokoladenmuseum Köln GmbH betrieben.

## Ausstellung

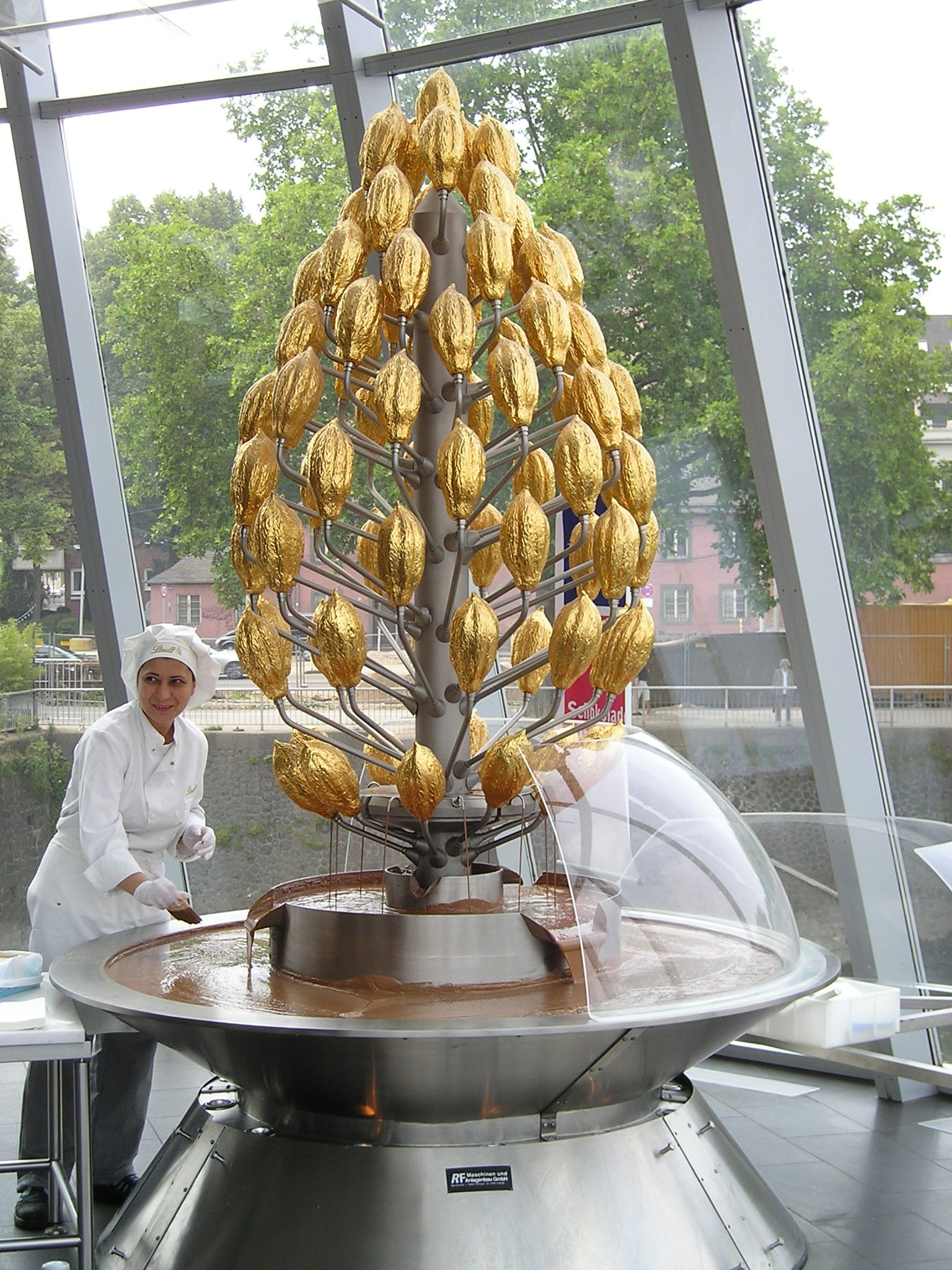
Schokoladenbrunnen

In der Ausstellung wird die gesamte Geschichte der Schokolade gezeigt, von ihren Anfängen bei den Olmeken, Maya und Azteken bis zu den heutigen schokoladehaltigen Produkten und ihren Herstellungsmethoden. Auf der 4000 m² umfassenden Ausstellungsfläche ist eine Miniaturproduktionsanlage installiert, die dem Besucher die Funktionsweise der industriellen Schokoladenherstellung demonstriert.
Ein begehbares Tropenhaus – ein Glaskubus mit einer Kantenlänge von 10 Metern – zeigt Kakaobäume der Arten Theobroma cacao und Theobroma grandiflorum. Einige Produktionsanlagen wurden miniaturisiert nachgebaut, denen man beim Herstellungsprozess kleiner Schokoladentafeln, die am Eingang an die Besucher verteilt werden, zuschauen kann. Eine besondere Attraktion ist der drei Meter hohe Schokoladenbrunnen, an dem von Mitarbeitern des Museums Waffeln in die flüssige Schokolade getaucht und an die Besucher verteilt werden. Im Eingangsbereich des Museums befindet sich ein Shop mit Schokolade und Pralinen aller Art mit dem Schwerpunkt auf Lindt-Produkten.
Kostbare Sammlungsstücke sind Porzellan und Silberschalen des 18. und 19. Jahrhunderts und Stücke aus dem vorkolumbischen Mesoamerika zum Trinken von Schokolade. Des Weiteren sind historische Maschinen und Hohlformen zum Guss von Schokoladenfiguren ausgestellt. Ferner wird eine Sammlung historischer Schokoladen-Verkaufsautomaten gezeigt. Im Frühjahr 2020 wurde die gläserne Schokoladenfabrik neugestaltet. Seitdem können die Gäste des Museums durch eine begehbare Infografik laufen und dabei zuschauen, wie Schokolade hergestellt wird.
Im März 2023 wurde die in den vorherigen Jahren überarbeitete Dauerausstellung Weltreise des Kakaos eröffnet. Diese zeigt differenziert die vielfältigen Aspekte der Schokoladenherstellung. Soziale Aspekte werden erklärt und der nachhaltige Naturschutz dargestellt. Sie führt entlang der 17 Nachhaltigkeitsziele der UNESCO.
Die Ausstellung Schokolade ist ein Gefühl wurde im August 2024 eröffnet. Zehn Stationen symbolisieren Gefühle, die man mit Schokolade verbindet, wie Liebe, Luxus, Festlichkeit und Freundschaft. 
Die kulturgeschichtliche Ausstellung Zeitreise des Kakaos ist das Herzstück des Schokoladenmuseums. Sie befasst sich mit der 5.000 Jahre alten Geschichte des Kakaos – von seinen Anfängen als mythische Opfergabe in Mittelamerika über das luxuriöse Getränk des europäischen Adels bis hin zum heutigen Genussmittel. Am 24. Juni 2025 wurde die neue, umfassend überarbeitete Dauerausstellung eröffnet. Sie begleitet den Weg des Kakaos von seinen Ursprüngen in Ecuador bis zur modernen Schokoladenproduktion. Die Ausstellung verdeutlicht, wie sich Kakao von einem geheimnisvollen Trank alter Kulturen zu einem Luxusgut für Könige und schließlich zu einem weitverbreiteten Produkt für die breite Bevölkerung entwickelte. Die Ausstellung ist multimedial gestaltet und beleuchtet neben den genussvollen Aspekten auch kritische Kapitel wie die Kolonialzeit. Ergänzend werden historische Exponate gezeigt, die den Alltag der sogenannten „Stollwerck-Mädchen“ thematisieren und den Wandel der Rolle der Frau in der Schokoladenindustrie im Laufe der Zeit darstellen. Ausgestellt sind Exponate aus vielen Ländern der Erde und die historischen Zusammenhänge zwischen Schokolade, Kolonialismus und Rassismus werden behandelt.

## Außerschulischer Lernort
Das Schokoladenmuseum ist eine zertifizierte Einrichtung für Bildung für nachhaltige Entwicklung (BNE) des Landes Nordrhein-Westfalen. Ziel von Bildung für nachhaltige Entwicklung (BNE) ist es, über ökonomische, ökologische und soziale Zusammenhänge zu informieren. BNE ist fester Bestandteil des Museumsleitbildes. In den Bildungsangeboten und den Ausstellungen des Schokoladenmuseums Köln werden Besucher über die Arbeits- und Lebensbedingungen der Kakaobauern informiert. Ökologischen Folgen des Kakaoanbaus und das weiterhin ungelöste Problem der ausbeuterischen Kinderarbeit werden aufgezeigt. Das Schokoladenmuseum wurde im November vom UNESCO-Weltaktionsprogramm Bildung für nachhaltige Entwicklung ausgezeichnet.

## Veranstaltung und Gastronomie
Im Erdgeschoss gibt es das Chocolat Grand Café mit ca. 200 Innenplätzen und ca. 200 Außenplätzen auf der Rheinterrasse. Das Museum dient außerhalb der Öffnungszeiten als Veranstaltungslocation für bis zu 400 Personen. Die Bel Etage im Dach des Museums ist ein Veranstaltungsraum für bis zu 80 Personen. Sie ist zudem eine Außenstelle des Kölner Standesamtes, in der Trauungen möglich sind.

## Shop und Fabrikverkauf
Für Besucher des Museums gibt es eine Verkaufsstelle in der Fabrik des Museums mit museumseigenen Produkten. Außerdem gibt es einen Shop, der allen Besuchern des Museums – auch ohne Eintritt – zugänglich ist.

## Lage und Bedeutung

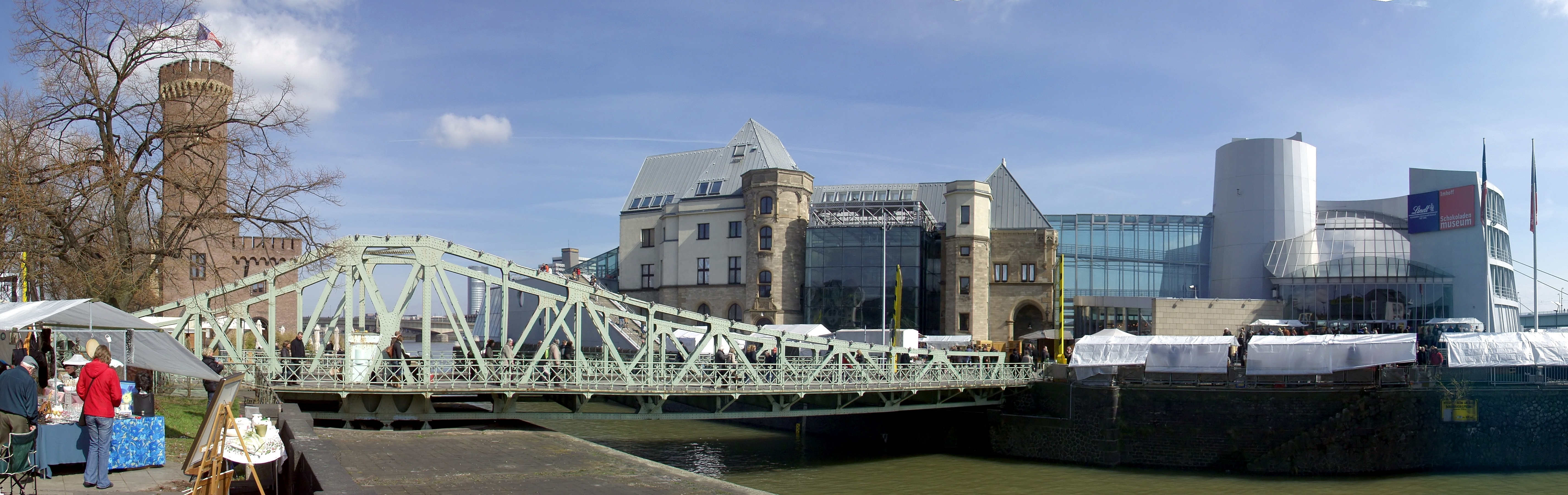
Drehbrücke und Schokoladenmuseum

Das Museum befindet sich in der Kölner Innenstadt auf der Rheinauhalbinsel im Rheinauhafen. Es ist mit jährlich 4000 Führungen und 706.000 Besuchern das meistbesuchte Museum Kölns und zählt zu den zehn meistbesuchten deutschen Museen. Der Betrieb des Museums benötigt keine Zuschüsse, wozu auch eine eigene Marketingabteilung beiträgt. Es wird als Veranstaltungsort durch die Schokoladenmuseum Gastronomie GmbH genutzt.
Zum Schokoladenmuseum führt eine historische Drehbrücke aus dem Jahr 1888. Sie soll 2026 mit Fördermitteln des Programms Kulturinvest saniert werden.